# Petko Slavejkov
Petko Slavejkov (in bulgaro Петко Славейков?; Veliko Tărnovo, 17 novembre 1827 – Sofia, 1º luglio 1895) è stato un poeta, pubblicista, attivista, propagandista culturale e folklorista bulgaro.

## Biografia
Slavejkov nacque il 17 novembre 1827 a Veliko Tărnovo, nella casa di Račo Kazangijata, in una vecchia famiglia di artigiani. Suo padre non era una persona istruita, ma aveva un fiero spirito bulgaro.
Petko Slavejkov studiò a Veliko Tărnovo, Drjanovo, Trjavna. Si impegnò molto nello studio anche da autodidatta condotto nelle biblioteche dei monasteri intorno a Veliko Tărnovo. Grande importanza per la sua formazione ebbe la lettura di Storia slavobulgara di Paisij di Hilendar. In seguito studiò a Svištov da Emanuil Vaskidovič, allargò le proprie conoscenze di greco e conobbe le opere della letteratura serba ed europea.  Nel 1843 divenne maestro a Veliko Tărnovo. Una sua satira in versi contro due vescovi greci gli procurò vari problemi ma anche una certa popolarità. Dopo questo episodio fu costretto ad abbandonare Tărnovo e a insegnare in altre città e paesi - tra cui Vidin, Vraca, Pleven, Berkovica, Bjala, Elena.
Si dedicò anche a ricerche etnografiche. Raccolse 2263 detti popolari, proverbi, indovinelli. Grazie a Nikola Mihajlovski venne a contatto con la letteratura russa. Nel 1852 presso una stamperia di Bucarest uscirono i suoi primi libri - "Smesena kitka"  (Mazzo di fiori misti) e "Pesnopojka" (Canzoniere) e un "Basnenik" (Libro di favole).
Nel 1853 scrisse il poema "Bojka, la voivoda" ispirandosi ai moti insorti durante la guerra di Crimea (1853-1856) e tanti canti patriottici. Dopo il fallimento dell'Insurrezione del nonno Nikola a Tărnovo (1856) Petko Slavejkov concentrò i suoi sforzi sul risveglio della coscienza nazionale.  Lavorando come insegnante, fece uscire a Tărgovište il giornale satirico bulgaro "Gajda" (Zampogna). Per un certo periodo lavorò a Varna, poi partì alla volta di Istanbul, dove fu invitato a redigere la traduzione bulgara della Bibbia dall'Associazione biblica bulgara.
A Istanbul pubblicò vari giornali e riviste, tra cui "Gajda" (1863-1867), "Makedonija" (1866-1872), "Ružica" (1871) "Pčelica" (1871) "Čitalište" (1872-1873) "Zvănčatij Glumčo" (Il giullare a campanelli) (1872), "Šutoš" (Il buffone) (1873-1874), "Kosturka" (1874). In quel periodo Slavejkov divenne il più noto scrittore bulgaro a Istanbul. Pubblicò più di 60 libri, giornali e riviste (originali e tradotte). Partecipò alla lotta per l'indipendenza della Chiesa bulgara.
A causa dell'articolo "Dvete časti i vlasti" (Le due caste e poteri) sul giornale "Makedonija" fu arrestato e accusato di legami con il comitato rivoluzionario a Bucarest.
Nel 1873 scrisse il poema famoso "Izvorăt na Belonogata" (La Sorgente di Biancopiede). Nel 1874 fondò il ginnasio bulgaro a Odrin (l'antica Adrianopoli), dove lottò contro l'influenza greca sui bulgari.  Più tardi insegnò a Stara Zagora. Scrisse poesie rivoluzionarie, e dopo l'Insurrezione di aprile fu incatenato e rinchiuso nelle prigioni turche.
Durante un incendio a Stara Zagora perse i suoi manoscritti e 15000 detti popolari. Durante la guerra di liberazione russo-turca (1877-1878) condusse le truppe del generale Mihail Skobelev attraverso i valichi dei monti Balcani (Stara planina), e fu testimone della vittoria a monte Šipka seguendo le truppe fino a San Stefano.
Dopo la liberazione della Bulgaria dal giogo ottomano lottò insieme a Petko Karavelov per una costituzione democratica nel parlamento. Diventò presidente del Parlamento (1880) e ministro dell'istruzione e degli affari interni (1880-1881). Pubblicò i giornali "Osten " (1879),  "Zelokupna Bulgaria" (1879), "Nezavisimost" (L'Indipendenza) (1880-83), "Tărnovska constituzia" (1884), "Istina" (1886), " Sofijski dnevnik " (1886) e " Pravda " (1888).
Per le sue idee democratiche e partecipazione nelle lotte politiche venne arrestato, ottenne il divieto di insegnare e una riduzione della pensione. Profondamente amareggiato muore a Sofia il 1º luglio 1895.
Il figlio più giovane di Petko Slavejkov, Penčo Slavejkov, divenne, al pari del padre, un illustre poeta.

## Opere
Con le sue opere Petko Slavejkov contribuisce allo sviluppo della lingua letteraria bulgara. Scrive canti e poemi patriottici e lirica d'amore e paesaggistica sotto l'influsso dei poeti russi dell'epoca. Oltre ad essere il primo poeta della nuova Bulgaria è traduttore, filologo, folklorista, fondatore della letteratura bulgara per bambini, autore di libri di scuola. Studia le usanze bulgare, la ritualità, demonologia. Scrive sotto diversi pseudonimi.